# 馬克白 (2021年電影)
《馬克白》（英語：The Tragedy of Macbeth）是一部2021年美國黑白歷史驚悚片，由喬爾·柯恩編劇和執導，故事改編自威廉·莎士比亞戲劇《馬克白》，由丹佐·華盛頓、法蘭西絲·麥朵曼和柯瑞·霍金斯主演。劇情講述一位蘇格蘭領主被三位女巫說服，相信他將成為下一任蘇格蘭國王，雄心勃勃的妻子支持他奪取權力的計劃。
《馬克白》2021年9月24日在紐約影展進行全球首映，2021年12月25日在美國有限上映，2022年1月14日上線Apple TV+。

## 演員
- 丹佐·華盛頓飾演馬克白（英语：Macbeth (character)）
- 法蘭西絲·麥朵曼飾演馬克白夫人（英语：Lady Macbeth）
- 柯瑞·霍金斯飾演麥克德夫（英语：Macduff (Macbeth)）
- 摩希絲·英格拉（英语：Moses Ingram）飾演麥克德夫夫人（英语：Lady Macduff）
- 布蘭頓·葛利森飾演鄧肯王（英语：King Duncan）
- 哈利·米爾林飾演馬爾康（英语：Malcolm (Macbeth)）
- 拉爾夫·尹愛森飾演上尉（The Captain）
- 布萊恩·湯普森飾演年輕的兇手
- 史恩·派屈克·湯瑪斯（英语：Sean Patrick Thomas）飾演蒙提斯（Monteith）
- 凱瑟琳·亨特（英语：Kathryn Hunter）飾演女巫（英语：Three Witches）
- 艾力克斯·哈塞爾（英语：Alex Hassell）飾演羅斯（Ross）
- 史蒂芬·魯特飾演守門者
- 博迪·卡維爾（英语：Bertie Carvel）飾演班柯（英语：Banquo）

## 製作
2019年3月，宣布喬爾·柯恩將編劇和執導改編自威廉·莎士比亞戲劇《馬克白》的電影，由丹佐·華盛頓和法蘭西絲·麥朵曼主演，史考特·魯丁製片，A24發行。11月，布蘭頓·葛利森和柯瑞·霍金斯為出演電影進行洽談。2020年1月，葛利森和霍金斯確認出演電影，而摩希絲·英格拉、哈利·米爾林和拉爾夫·尹愛森加入演員陣容。4月，柯恩宣布該片正式定名為《麥克白的悲劇》（The Tragedy of Macbeth）。2021年4月，魯丁因虐待爭議辭去製片人的職務。

### 拍攝
主體拍攝於2020年2月7日在洛杉磯開始進行。3月26日，受2019冠狀病毒病疫情影響，本片暫停拍攝。復拍於同年7月23日開始進行，並於7月31日殺青。

## 發行
《馬克白》定於2021年9月24日在紐約影展進行全球首映，並定於2021年12月25日在美國有限上映，2022年1月14日在Apple TV+上線。